# Nethen
Nethen (wa. Nete) – dzielnica (section) gminy Grez-Doiceau w Belgii, w Regionie Walońskim, w prowincji Brabancja Walońska, w okręgu Nivelles. 1 stycznia 2020 roku liczyła 2010 mieszkańców. Do 31 grudnia 1976 samodzielna gmina.

## Demografia
Liczba mieszkańców, stan na 1 stycznia:
| Rok                | 1930 | 1961 | 2020 |
| ------------------ | ---- | ---- | ---- |
| Liczba mieszkańców | 1434 | 1373 | 2010 |